# Teresa Sanches
D. Teresa Sanches de Portugal (Coimbra, 1205 - 1230) foi filha bastarda do rei D. Sancho I de Portugal, rei de Portugal com D. Maria Pais Ribeiro dita “a Ribeirinha”, filha de Paio Moniz de Ribeira e de Urraca Nunes de Bragança, filha de Vasco Pires de Bragança.
Seu pai deixou-lhe em dote por via de testamento a apreciável quantia de 7.000 morabitinos.
Casou em 1220 com D. Afonso Teles de Meneses (m. 1230), 2.º senhor de Meneses, 1.º senhor de Albuquerque e filho de Telo Peres de Meneses, 1.º senhor de Meneses e Gontrodo Garcia, de quem teve:
1. D. João Afonso Telo de Meneses, 2.º senhor de Albuquerque, casou com Elvira Gonzalez Giron.
2. D. Martim Afonso Telo de Meneses, casou com D. Maria Anes, senhora de Vila Boim e Portel.
3. D. Afonso Telo de Meneses, “O Tição”, casou com Maior Gonzalez Giron.
4. D. Maria Afonso Teles de Meneses.